# موريتس كيارجارد
موريتس كيارجارد (مواليد 26 يونيو 2003) هو لاعب كرة قدم دنماركي يلعب في مركز الوسط في نادى ليفيرينج.

## روابط خارجية
- موريتس كيارجارد على موقع الاتحاد الأوربي (الإنجليزية)
- موريتس كيارجارد على موقع قاعدة بيانات كرة القدم.إي يو (الإنجليزية)
- موريتس كيارجارد على موقع Soccerbase.com (لاعب) (الإنجليزية)
- موريتس كيارجارد على موقع Soccerway.com (الإنجليزية)
- موريتس كيارجارد على موقع عالم كرة القدم.نت (الإنجليزية)
- موريتس كيارجارد على موقع AS.com (الإسبانية)